# Estación de Burriana-Alquerías del Niño Perdido
Burriana-Alquerías del Niño Perdido, también llamada Burriana-Alquerías N.P., es una estación ferroviaria situada en el límite del municipio español de Burriana, junto a Alquerías del Niño Perdido en la provincia de Castellón, Comunidad Valenciana. Forma parte de la línea C-6 de Cercanías Valencia operada por Renfe.

## Situación ferroviaria
La estación se encuentra en el punto kilométrico 58 de la línea férrea de ancho ibérico que une Valencia con San Vicente de Calders a 22,44 metros de altitud. El trazado es de vía doble y está electrificado

## Historia
La estación fue inaugurada el 26 de diciembre de 1862 con la apertura del tramo Nules-Castellón de la Plana de la línea que pretendía unir Valencia con Tarragona. Las obras corrieron a cargo de la Sociedad de los Ferrocarriles de Almansa a Valencia y Tarragona o AVT que previamente y bajo otros nombres había logrado unir Valencia con Almansa. En 1889, la muerte de José Campo Pérez principal impulsor de la compañía abocó la misma a una fusión con Norte. En 1941, tras la nacionalización del ferrocarril en España la estación pasó a ser gestionada por la recién creada RENFE. 
Desde el 31 de diciembre de 2004 Renfe Operadora explota la línea mientras que Adif es la titular de las instalaciones ferroviarias. Entre 2015 y 2016 se reformó la estación con la elevación de los andenes, la ampliación del andén de las vías 1 y 3 y la construcción de un paso inferior adaptado con ascensores.

## Servicios ferroviarios

### Cercanías
Los trenes de cercanías de la línea C-6 realizan parada en la estación.
| procedencia/destino | < estación       | Línea | estación > | destino/procedencia   |
| ------------------- | ---------------- | ----- | ---------- | --------------------- |
| Valencia-Norte      | Nules-Villavieja |       | Villarreal | Castellón de la Plana |